# 別雷火山
57°53′N 160°32′E / 57.88°N 160.53°E
別雷火山（俄语：Белый），是俄羅斯的火山，位於該國東部堪察加半島中部，屬於中部山脈的一部分，海拔高度2,080米，該火山的山體由玄武岩組成。